# Jelinek Éva
Jelinek Éva (2001. május 14. –) magyar színésznő, szinkronszínésznő.

## Életpályája
A Barátok közt című sorozatban Berényi Tímeát alakította 2012 és 2016 között. Ezen kívül szinkronizálással is foglalkozott 2004 és 2022 között.

## Magánélete
2025 februárjában a Blikk hírportálnak adott interjúban elárulta, hogy Londonban él, és a Middlesexi Egyetemen tanul 3D animációt filmekhez és játékokhoz, mellette részmunkaidős pincérnőként dolgozik.

## Filmes és televíziós szerepei
- Barátok közt (2012-2016) - Berényi Tímea

## Szinkronszerepei

### Film
| Cím                               | Szereplő         | Színésznő              |
| --------------------------------- | ---------------- | ---------------------- |
| Alkonyat: Hajnalhasadás – 1. rész | Renesmee Cullen  | Mackenzie Foy          |
| Ne félj a sötéttől!               | Sally            | Bailee Madison         |
| Z világháború                     | Constance Lane   | Sterling Jerins        |
| Alkonyat: Hajnalhasadás – 2. rész | Renesmee Cullen  | Mackenzie Foy          |
| Lopott idő                        | Maya             | Shyloh Oostwald        |
| Démonok között                    | Cindy Perron     | Mackenzie Foy          |
| Táncoló talpak 2.                 | Boadica          | Meibh Campbell         |
| Parajelenségek 3.                 | Katie            | Chloe Csengery         |
| Hull a pelyhes 2.                 | Noel             | Kennedi Clements       |
| Mázli, a csodakutya               | Lány             | Emma Richards          |
| Személyiségtolvaj                 | Jessie Patterson | Maggie Elizabeth Jones |

### Sorozat
| Cím              | Szereplő              | Színésznő              |
| ---------------- | --------------------- | ---------------------- |
| Superman és Lois | Natalie Lane Irons    | Tayler Buck            |
| Modern család    | Lily Tucker-Pritchett | Aubrey Anderson-Emmons |
| Csűrcsavarosdi   | Delej                 | Telka Donyai           |